# Божественность
«Божественность» — то, что связано с Богом, посвящено ему или происходит от него. Что является или не является божественным, не может быть четко определено, поскольку это понятие используется в различных системах верований. В монотеизме и политеизме оно четко определено. Однако в пантеизме и анимизме оно становится синонимом понятий святости и трансцендентности.

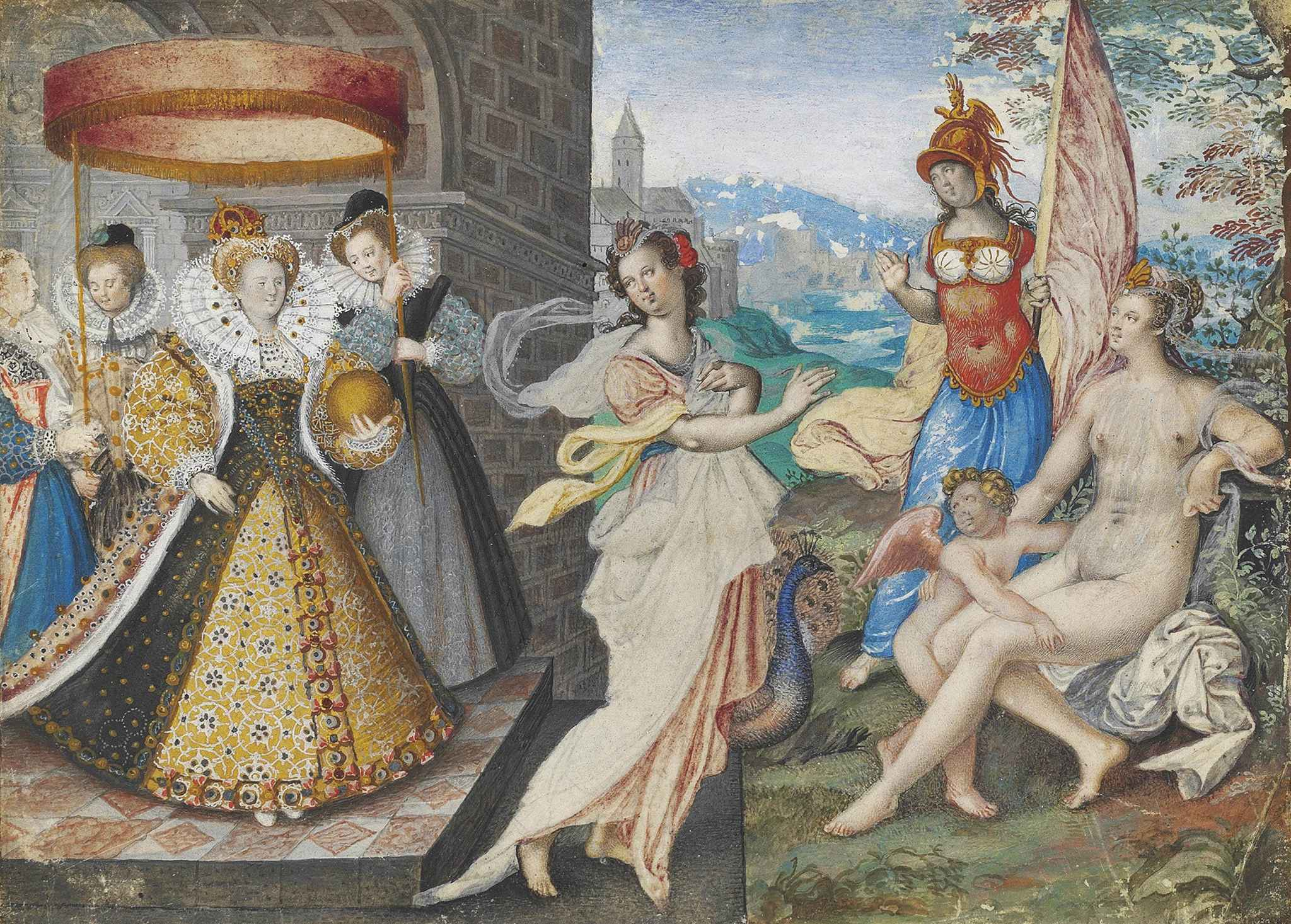
Елизавета I и три богини (Юнона, Минерва и Венера), Исаак Оливер, ок. 1558

## Этимология
Корень слова «божественность» — это латинское «divus», означающее Бога или принадлежность к Нему. Слово вошло в английский язык из средневековой латыни в XIV веке.

## Использование

### Божественные силы
Божественность как качество имеет два различных обычая:
- Божественные силы или сила-силы или силы, которые универсальны или превосходят человеческие способности
- Божественность, применяемая к смертным-качества людей, которые, как считается, имеют какой-то особый доступ или отношения к божественному.

### Субъект
Термины «божественность» и «божество» — не имеют определённого артикля, иногда эти слова используются для обозначения бога или некоторых других существ и сущностей, которые не соответствуют абсолютному Божеству, но лежат за пределами человеческого царства.

### Апофеоз
В третьем употреблении расширения божественности и божественной силы приписываются живым смертным индивидуумам. Известно, что политические лидеры заявляли о своей фактической божественности в некоторых ранних обществах — главным примером являются древние египетские фараоны, которые играли роль объектов поклонения и им приписывали сверхчеловеческий статус и полномочия.

### В христианстве
В Новом Завете греческое слово «θεοον» у Ивана Огиенко переводится как «Божество».

### В религиозном дискурсе
Слово «Божественный» — с заглавной буквы — может использоваться как прилагательное для обозначения проявлений такого Божества или его сил: например, «купающийся в Божественном присутствии …»

## Эпикурейство
Эпикурейская философия признает существование богов, но не признает сверхъестественного, а поскольку она учит, что все вещи материальны, она создает теологию, в которой эпикурейские боги — это физические существа, чьи тела состоят из атомов и которые живут в области между словами. Само собой разумеется, эти боги не требуют нашего поклонения, не являются ни творцами, ни хранителями вселенной и не отвечают на наши молитвы. В результате эпикурейская теология по праву относится к области спекуляций о сверхпродвинутой, разумной внеземной жизни.
Однако Эпикур Самосский признавал полезность религиозности и её центральных и объединяющих символов. Он категорически требовал от своих учеников быть благочестивыми и установил два табу на понятие богов. А именно, они должны были верить, что их боги бессмертны (то есть бессмертны и полностью самодостаточны) и блаженны (счастливы и благословенны). Кроме того, эпикурейцы могли свободно рассуждать о природе высших форм жизни во Вселенной.